# Баронет
Баронет (енгл. baronet; жен. баронета, енгл. baronetess) је најнижа насљедна титула у Уједињеном Краљевству.
Баронетство је једино насљедно достојанство које не припада перству — баронети су тзв. обични људи. Баронет се ословљава са „сер“ као и витезови, али се налазе изнад свих витезова (изузев витезова Ордена подвезице и Ордена чкаља). Баронетство није витештво и због тога приликом стицања титуле нема церемоније аколаде (свечаног ударца мачем по рамену).